# 市川町立鶴居中学校
市川町立鶴居中学校（いちかわちょうりつ つるい ちゅうがっこう）は、兵庫県神崎郡市川町にあった公立中学校。

## 沿革
- 1947年（昭和22年）4月1日 - 鶴居村立鶴居中学校創立。鶴居村立鶴居小学校に併設
- 1948年（昭和23年）7月18日 - 木造新校舎が落成し、移転する
- 1955年（昭和30年）7月25日 - 鶴居村が合併により市川町となったことに伴い市川町立鶴居中学校に改称
- 1958年（昭和33年）4月1日 - 市川町立屋形小学校区（1964年 市川町立鶴居小学校に合併）を当校の校区に編入[1]
- 1960年（昭和35年）12月20日 - 鉄筋コンクリート3階建校舎竣工式
- 1969年（昭和44年）7月22日 - 鉄筋コンクリート３階建増築校舎竣工式
- 1971年（昭和46年）5月22日 - 屋内体育館竣工式
- 1972年（昭和47年）8月2日 - プール竣工式
- 1981年（昭和56年）3月24日 - 日本英語検定協会「学校賞」授賞
- 1989年（平成元年）8月31日 - 校舎大規模改修工事（第１期）完了
- 1991年（平成3年）1月31日 - 校舎大規模改修工事（第２期）完了
- 1993年（平成5年）12月16日 - コンピュータ設置工事完了
- 1998年（平成10年）7月21日 - 職員室エアコン設置
- 1998年（平成10年）11月21日 - 市川町民主化推進実践発表会（公開授業）
- 2002年（平成14年）11月8日 - 町防災行政無線設置
- 2022年（令和4年）3月31日 - 市川町立市川中学校へ統合により廃校[2]

## 通学区域
市川町北西部。以下の小学校区に該当する。
- 市川町立鶴居小学校

## 通学区域が隣接している学校
- 市川町立市川中学校
- 神河町立神河中学校
- 姫路市立鹿谷中学校

## 参考
- 市川町立鶴居中学校